# Propriano
Propriano (korziško Prupià) je pristaniško naselje in občina v francoskem departmaju Corse-du-Sud regije - otoka Korzika. Leta 1999 je naselje imelo 3.166 prebivalcev.

## Geografija
Kraj leži ob jugozahodni obali otoka Korzike v zalivu Valinco, 12 km severozahodno od Sartène.

## Uprava
Občina Propriano skupaj s sosednjimi občinami Arbellara, Fozzano, Olmeto, Santa-Maria-Figaniella in Viggianello sestavlja kanton Olmeto s sedežem v istoimenskem kraju. Kanton je sestavni del okrožja Sartène.